# Scritto sulla pelle
Scritto sulla pelle è un singolo del gruppo musicale italiano Negrita, pubblicato il 23 febbraio 2018 come secondo estratto dal decimo album in studio Desert Yacht Club.

## Video musicale
Il videoclip è stato pubblicato il 23 febbraio 2018 sul canale YouTube del gruppo.